# Далхауци (Вранча)
Далхауци (рум. Dălhăuți) насеље је у Румунији у округу Вранча у општини Карлиђеле. Oпштина се налази на надморској висини од 255 m.

## Становништво
Према подацима из 2002. године у насељу је живело 708 становника, од којих су сви румунске националности.